# Monhoudou
Monhoudou és un municipi francès situat al departament del Sarthe i a la regió de País del Loira. L'any 2007 tenia 199 habitants.

## Demografia

### Població
El 2007 la població de fet de Monhoudou era de 199 persones. Hi havia 76 famílies de les quals 20 eren unipersonals (8 homes vivint sols i 12 dones vivint soles), 28 parelles sense fills i 28 parelles amb fills.
La població ha evolucionat segons el següent gràfic:
Habitants censats

### Habitatges
El 2007 hi havia 118 habitatges, 79 eren l'habitatge principal de la família, 31 eren segones residències i 8 estaven desocupats. Tots els 118 habitatges eren cases. Dels 79 habitatges principals, 68 estaven ocupats pels seus propietaris i 11 estaven llogats i ocupats pels llogaters; 4 tenien dues cambres, 10 en tenien tres, 27 en tenien quatre i 38 en tenien cinc o més. 51 habitatges disposaven pel capbaix d'una plaça de pàrquing. A 26 habitatges hi havia un automòbil i a 45 n'hi havia dos o més.

### Piràmide de població
La piràmide de població per edats i sexe el 2009 era:
| Homes | Edats   | Dones |
| ----- | ------- | ----- |
| 0     | 95 o +  | 0     |
| 4     | 90 a 94 | 0     |
| 0     | 85 a 89 | 8     |
| 8     | 80 a 84 | 0     |
| 0     | 75 a 79 | 4     |
| 4     | 70 a 74 | 12    |
| 0     | 65 a 69 | 0     |
| 0     | 60 a 64 | 8     |
| 0     | 55 a 59 | 0     |
| 0     | 50 a 54 | 0     |
| 4     | 45 a 49 | 8     |
| 36    | 40 a 44 | 4     |
| 8     | 35 a 39 | 4     |
| 0     | 30 a 34 | 8     |
| 4     | 25 a 29 | 4     |
| 4     | 20 a 24 | 4     |
| 8     | 15 a 19 | 4     |
| 8     | 10 a 14 | 4     |
| 8     | 5 a 9   | 4     |
| 8     | 0 a 4   | 0     |

## Economia
El 2007 la població en edat de treballar era de 130 persones, 104 eren actives i 26 eren inactives. De les 104 persones actives 97 estaven ocupades (54 homes i 43 dones) i 7 estaven aturades (7 dones i 7 dones). De les 26 persones inactives 8 estaven jubilades, 9 estaven estudiant i 9 estaven classificades com a «altres inactius».

### Ingressos
El 2009 a Monhoudou hi havia 86 unitats fiscals que integraven 224 persones, la mediana anual d'ingressos fiscals per persona era de 16.084,5 €.

### Activitats econòmiques
Dels 6 establiments que hi havia el 2007, 2 eren d'empreses de construcció, 1 d'una empresa d'hostatgeria i restauració, 1 d'una empresa de serveis, 1 d'una entitat de l'administració pública i 1 d'una empresa classificada com a «altres activitats de serveis».
Els 2 serveis als particulars que hi havia el 2009 eren fusteries.
L'any 2000 a Monhoudou hi havia 13 explotacions agrícoles que ocupaven un total de 666 hectàrees.

## Poblacions més properes
El següent diagrama mostra les poblacions més properes.